# Молодечненська область
Молодечненська область (біл. Маладэчанская вобласьць, Маладзечанская вобласць, рос. Молодечненская область) — адміністративна одиниця на території Білоруської РСР утворена 4 грудня 1939 року, існувала з 20 вересня 1944 року до 20 січня 1960 р. Перейменована з Вілейської області (з перенесенням центру з міста Вілейка), деякі райони Вілейської області однак перейшли до складу Полоцької області. Перебувала на північному заході республіки.
Адміністративний центр — місто Молодечно.

## Адміністративний поділ
У 1960 році до складу області входили 20 районів: Браславський район, Відзовський район, Вілейський район, Воложинський район, Глибоцький район, Докшицький район, Дунілавицький район, Івенецький район, Кривицький район, Міорський район, Молодечненський район, Мядельський район, Островецький район, Ошмянський район, Пліський район, Поставський район, Радошковицький район, Сморгонський район, Шарковщинський район, Юратишковський район і 2 міста обласного підпорядкування: Молодечно і Вілейка.

## Історія
До складу області були передані:
- з Барановицької області — Іванецький район.
- з Полоцької області — Браславський, Відзовський, Глубоцький, Дісненський, Докшицький, Дуніловицький, Міорський, Пліський і Шарковщинський райони.

20 січня 1960 року Указом Президії Верховної Ради БРСР «Про скасування Молодечненської області» область скасована, адміністративні райони перейшли до складу 3-х областей:
- у Мінську область — Вілейський, Воложинський (за винятком Богданівської сільської ради), Івенецький, Кривицький, Молодечненський, Мядельський, Радошковицький і міста обласного підпорядкування Молодечно і Вілейка;
- у Вітебську область — Браславський, Відзовський, Глубоцький, Докшицький, Дуніловицький, Міорський, Пліський, Поставський і Шарковщинський.
- у Гродненську область — Островецький, Ошмянський, Сморгонський і Юратишковський, Богданівська сільська рада Воложинського району.